# Яків (Суша)
Я́ків Су́ша (у світі Іва́н (Ян) Су́ша, пол. Jakub Jan Susza; 1610, Мінськ — 4 березня 1687, Холм) — ієрарх Руської унійної церкви, член монашого ордену василіян (з 1626), доктор богослов'я, з 1652 року — єпископ Холмський і Белзький.

## Життєпис
1 листопада 1626 Іван Суша вступив у василіянський монастир у віці 16 років і прийняв чернече ім'я Яків. Упродовж 1627–1630 років навчався в Браунсберзькій, у 1633 продовжив навчання в Оломоуцькій колегіях (колегіумах) єзуїтів. У 1636 році Яків Суша став священником.
Працював ректором унійної школи у Мінську, де вчився майбутній гетьман Павло Тетеря, з яким потім підтримував «жваві» зв'язки.
У 1637 році виїхав до Холма, де 1639 року став учителем у Холмській василіанській колегії, а в 1641 році став її ректором.
По смерті єпископа Методія Терлецького (1649) — холмсько-белзький адміністратор.
У 1651 році у битві під Берестечком благословляє польські королівські загони Яна Казимира.
22 лютого 1652 р. — Сушу висвячують на холмсько-белзського єпископа.
Як єпископ, Суша розгорнув широку діяльність, постійно дбав про належне виховання кліру і заснував у Холмі василіянський новіціат (місце випробування кандидатів до чернечого ордену). На Жировицькій конгрегації (з'їзді) в 1661 обраний протоархимандритом Василіянського Чину. Також, протягом багатьох років був архімандритом Жидичинського монастиря на Волині. Писав латинською мовою.
Перебуваючи у 1664–1666 роках у Римі як делегат греко-католицького єпископату, захищав інтереси уніатської церкви перед Конгрегацією Пропаганди Віри, домігся у 1665 p., щоб папа Олександр VII іменував київським митрополитом Гавриїла Коленду, підготував об'єднання розбитого Чину святого Василія Великого, полагодив справу мішаних шлюбів та перехід на латинський обряд вірних Руської унійної церкви тощо.
В Римі Суша намагався просунути вперед справу канонізації бл. Йосафата, беатифікованого 1643 р. Саме цю мету переслідував виданий в Римі 1665 р. життєпис Йосафата Кунцевича.
Поряд з душпастирською, педагогічною, громадською діяльністю він досліджував природу і побут Холмської землі, а найбільше цікавився її старовиною, історією. Особливого значення надавав збереженню і дослідженню старовинної Чудотворної ікони Холмської Богородиці, що лягло в основу його книги «Фенікс, утретє відроджений, або ж Вельми стародавня ікона Холмської Богоматері Діви, славою ласк і чудес уславлена, працею всесвітлішого і високодостойного Якова Суші, грецького обряду єпископа Холмського і Белзького, архімандрита Жидичинського втретє прославлена». Ця книга вийшла у світ латинською мовою 1646 р. в Замості. Вона набула великої популярності, витримала ще чотири видання у Львові, Замості та Бердичеві відповідно у 1653, 1648, 1689 і 1780 роках.
Суша досліджував руїни стародавніх мурів, могутні вали, побудовані в скелях фоси, фундаменти й стіни церкви святого Василя, відкриті в середині 1640 року. Він інтуїтивно відчував, що на цій Холмській горі знаходилося щось величне і високе. На жаль, дослідник не був тоді обізнаний з історією Холма за княжих часів, не знав про заснування і розбудову його князем Данилом, не мав змоги познайомитись з описом цього міста в Галицько-Волинському літописі, де докладно названі Данилові споруди, зокрема храми. Але він щирим серцем полюбив цю давню «велику руїну» і як справжній історик з її останків намагався реконструювати історичні часи.
Яків Суша детально описав природні багатства Холмщини, а також міста, містечка, замки, школи, церкви, монастирі, установи, інші об'єкти, згадав славетні родини цього краю, його визначних людей. Він присвятив цілий трактат старовинним вежам, хоча не знав про їх походження з літописних джерел. А ще писав про виявлені мощі невідомих покійників під кафедральним собором, про єпископський архів, старовинне пергаментне Євангеліє, навів багато цікавих фактів з давньої історії та топографії Холма.

## Твори та листи
- Лист до гетьмана І. Виговського (1658);
- два листи до полк. П. Тетері;
- «De laborious Unitarum» (1664);
- «Cursus vitae et certamen martyrii B. Josaphat Kuncevicii» (1665);
- «Phoenix tertiato redivivus» (1644);
- «Saulus Et Paulus Ruthenae Unionis Sanguine B. Josaphat Transformatus Sive Meletius Smotriscius, Archiepiscopus Hierapolitanus, Archimandrita Dermanensis Ordinis S. Basilii M.»;
- численна кореспонденція Суші, вид. у Litterae Episcoporum. II—III. Рим 1973 — 74.